# سد وادي جرية
سد وادي جرية يقع في محافظة المجاردة التابعة لمنطقة عسير بالمملكة العربية السعودية.

## الموقع
يقع شمال شرقي مركز ختبه والواقع في الرهوات أسفل مركز ختبه التابع لمحافظة المجاردة.

## نبذة عن سد وادي جرية
وتتميز البحيرة بطولها وامتدادها في مجرى الوادي وعمقها الذي يتميز بعشرات الأمتار في بعض الأجزاء، وهي واحدة من الوجهات السياحية في المحافظة. 